# Diphtherocome bryochlora
Diphtherocome bryochlora là một loài bướm đêm trong họ Noctuidae.